# نوک‌مومی گونه‌سیاه
نوک‌مومی گونه‌سیاه (نام علمی: Estrilda charmosyna) نام یک گونه از سرده نوک‌مومی است.